# الكلية الملكية للأطباء والجراحين (كندا)
الكلية الملكية للأطباء والجراحين بكندا (بالإنجليزية: Royal College of Physicians and Surgeons of Canada, (RCPSC))‏ هي منظمة وطنية خاصة لا تهدف إلى الربح، تأسست سنة 1929 بموجب قرار برلماني للإشراف على التدريب الطبي للاختصاصيين في كندا. وتهدف الكلية ـ باعتبارها منظمة خاصة بالأطباء ـ إلى تحقيق أعلى معايير الجودة في الرعاية الطبية.
توفر الكلية الملكية للأطباء والجراحين بكندا التدريب والتقييم لاختصاصيي الطب والجراحة في 60 تخصصاً مقسمة على برنامجين. ويصل عدد أعضائها على مستوى العالم إلى حوالي 42649 عضواً.

## الحد الأدنى للسنوات التدريبية في التخصصات المختلفة
- التشريح المرضي ـ 5 سنوات
- التخدير ـ 5 سنوات
- جراحة القلب ـ 5 سنوات
- طب المجتمع ـ 5 سنوات
- الأمراض الجلدية ـ 5 سنوات
- الأشعة التشخيصية ـ 5 سنوات
- طب الطوارئ ـ 5 سنوات
- علم الأمراض العام ـ 5 سنوات
- باثولوجيا أمراض الدم ـ 4 سنوات
- الأمراض الباطنة (الطب الداخلي) ـ 4 سنوات
- الكيمياء الحيوية الطبية ـ 5 سنوات
- عم الوراثة الطبية ـ 5 سنوات
- علم الجراثيم الطبية ـ 5 سنوات
- طب الأمراض العصبية ـ 5 سنوات
- باثولوجيا الأمراض العصبية ـ 5 سنوات
- جراحة المخ والأعصاب ـ 6 سنوات
- الطب النووي ـ 5 سنوات
- التوليد وأمراض النساء ـ 5 سنوات
- الطب المهني ـ سنتان إضافيتان بعد التخصص في الأمراض الباطنة.
- طب وجراحة العين ـ 5 سنوات
- جراحة العظام ـ 5 سنوات
- طب وجراحة الأنف والأذن والحنجرة ـ 5 سنوات
- طب الأطفال ـ 4 سنوات
- الطب الطبيعي وإعادة التأهيل ـ 5 سنوات
- جراحة التجميل ـ 5 سنوات
- الطب النفسي ـ 5 سنوات
- العلاج الإشعاعي للأورام ـ 5 سنوات
- جراحة المسالك البولية ـ 5 سنوات

## وصلات خارجية
Royal College of Physicians and Surgeons of Canada